# Job Schuring
Job Schuring (Alphen aan den Rijn, 1962) is een Nederlandse tekstschrijver en kleinkunstenaar. Hij groeide op in Schiedam en Loppersum (Groningen). Hij werd afgewezen aan de kleinkunstakademie en ging Geschiedenis studeren. Na vijf jaar ging hij zich toch weer toeleggen op de kleinkunst. In 1988 was hij de eerste winnaar van de Wim Sonneveld-prijs. Hij maakte als solist vele theaterprogramma's. In 2000 trad hij op met Rutger Laan, met wie hij al eerder muziek schreef. Hij schreef ook de serie 'Olivier en Brechtje' voor Sesamstraat en was tekstschrijver voor Liesbeth List.
Tegenwoordig maakt hij samen met illustrator Eva Poppink en muzikanten Ronald Schmitz en Paul Hock diverse luisterboeken voor kinderen waarin Kareltje de hamster en Sjonnie de giraf de hoofdrollen spelen. Sinds 2009 is Job ook de nieuwe stem van Winnie de Poeh in Nederland, als opvolger van Kick Stokhuyzen. Ook deed Schuring stemmen in de films Cars, Ice Age, Beestenboel en Peter Pan.

## Theatervoorstellingen
- 2003: Heer en meester
- 2000: Nu nog nieuwer - met Rutger Laan
- 1998: Wat nou
- 1996: Eindelijk
- 1995: Net niet
- 1994: Wat heb ik het toch goed
- 1992: Kangoeroes in Zeeland
- 1991: De antiquair
- 1989: Ezels en kwasten
- 1988: Ik heb alleen nog geen titel (Amsterdams Kleinkunst Festival)

## Muziektheater
- 2003: Kunt u mij de weg naar Hamelen vertellen, meneer? (Aernout Koffij / Prins Koen)
- 1985: Merrily We Roll Along (The In Players)

## Luisterboeken
- 2014: Jeff Kinney - Het Leven van een Loser - Niet te doen! (cd)
- 2010: C.S. Lewis - De Kronieken van Narnia: De reis van het drakenschip (cd)
- 2009: Jaap ter Haar - Koning Arthur (cd)
- 2009: Kareltje en Sjonnie - Van pepernoot tot oliebol (cd en boek)
- 2007: De vrienden van Kareltje en Sjonnie (cd en boek)
- 2007: Kareltje en Sjonnie vieren feest (cd en boek)
- 2005: Kareltje en Sjonnie op vakantie (cd en boek)
- 2003: Kareltje en Sjonnie (cd en boek)

## Prijzen
- 1992: Pall Mall Export Prijs
- 1988: Wim Sonneveldprijs

- International Standard Name Identifier: 0000 0003 6886 0018
- MusicBrainz: cdce847e-f220-46ae-ac18-1c2111f3d8ce
- Nederlandse Thesaurus van Auteursnamen: 258309555
- Virtual International Authority File: 279920730